# Gesellschaft für Informatik
Die Gesellschaft für Informatik e. V. (GI) ist die größte Interessenvertretung für Informatik im deutschsprachigen Raum. Sie ist eine gemeinnützige Fachgesellschaft, die sich zum Ziel gesetzt hat, die Informatik „in Forschung und Lehre, ihrer Anwendungen und der Weiterbildung auf diesem Gebiet“ zu fördern.

## Geschichte
Seit 1969 beschäftigt sich die GI mit der Förderung der Informatik in Forschung, Lehre und Anwendung sowie der Weiterbildung auf diesem Gebiet. Der eingetragene gemeinnützige Verein zählt ca. 17.000 Mitglieder, darunter über 250 korporative (Unternehmens-)Mitglieder und 1.000 Studierende (Stand: September 2024).
Die GI ist Mitglied in der International Federation for Information Processing (IFIP), dem Council for European Professional Informatics Societies (CEPIS) und dem Verbraucherzentrale Bundesverband (vzbv). Sie hat außerdem Sitz und Stimme im Stiftungsrat der Stiftung Werner-von-Siemens-Ring. Weiterhin ist sie unter anderem Gesellschafter des Leibniz-Zentrums für Informatik (LZI) auf Schloss Dagstuhl, des Fachinformationszentrums Karlsruhe (FIZ) und zusammen mit der Fraunhofer-Gesellschaft und dem Max-Planck-Institut für Informatik Trägerin der vom Bundesministerium für Bildung und Forschung geförderten Bundesweiten Informatikwettbewerbe.
In über 130 fachlich organisierten und über 30 regional strukturierten Gruppen (Stand: Januar 2018) werden Praxis- und Forschungserfahrungen ausgetauscht, herstellerneutrale Weiterbildung betrieben, Positionen gegenüber Politik und anderen gesellschaftlichen Gruppen entwickelt und gegenseitig beraten.
Mit Veranstaltungen, Auszeichnungen und Wettbewerben wie den DevCamps, dem informatiCup, dem Informatik-Biber oder dem Jugendwettbewerb Informatik fördert die Gesellschaft Verständnis und Interesse an Informatik, dem Nachwuchs und erbrachte Leistungen im Bereich der Informatik. Darüber hinaus berät sie Bundes- und Landesregierungen, Ministerien, Behörden und Parlamente in Fragen der Informatik und der Informationsverarbeitung.
Am 29. November 2012 eröffnete die GI neben der Geschäftsstelle in Bonn ein Hauptstadtbüro in Berlin.

## Fachbereiche
Die GI ist in 14 Fachbereichen (FB) organisiert, die ihrerseits in Fachausschüsse (FA), Fachgruppen (FG) und Arbeitskreise (AG) gegliedert sind:
- Grundlagen der Informatik (FB GInf)
- Künstliche Intelligenz (FB KI)
- Softwaretechnik (FB SWT)
- Mensch-Computer-Interaktion (FB MCI)
- Datenbanken und Informationssysteme (FB DBIS)
- Technische Informatik (FB TI)
- Informatik in den Lebenswissenschaften (FB ILW)
- Graphische Datenverarbeitung (FB GDV)
- Wirtschaftsinformatik (FB WI)
- Informatik in Recht und Öffentlicher Verwaltung (FB RVI)
- Informatik und Ausbildung / Didaktik der Informatik (FB IAD)
- Informatik und Gesellschaft (FB IUG)
- Sicherheit – Schutz und Zuverlässigkeit (FB SICHERHEIT)
- Betriebssysteme, Kommunikationssysteme, Verteilte Systeme (FB SYS)

Im Einklang mit den Gliederungen der IFIP lauten die englischsprachigen Bezeichnungen technical committee (TC) für Fachbereich, special interest group (SIG) für Fachgruppe und working group (WG) für Arbeitskreis.

## Leitung
Die GI wird von einem vierköpfigen Vorstand, bestehend aus Präsident bzw. Präsidentin sowie drei Vizepräsidenten geleitet. Zusammen mit bis zu drei weiteren Mitgliedern bilden sie den erweiterten Vorstand. Dieser ist zudem Teil des Präsidiums. Neben dem erweiterten Vorstand umfasst das Präsidium die 14 Fachbereichssprecher, 2 Vertreter der Regionalgruppen, 3 Vertreter der assoziierten Gesellschaften, 14 weitere Präsidiumsmitglieder sowie die Geschäftsführung der GI.
Dem aktuellen Vorstand (2024) gehören Präsidentin Christine Regitz, Vize-Präsident Erhard Rahm, die Vize-Präsidentin Katharina Weitz und Vize-Präsident Martin Wolf sowie Nadine Bergner und Ali Sunyaev als vom Präsidium gewählte Mitglieder des Vorstands an.

## Tagungen
Die GI richtet regelmäßig umfangreiche Fachtagungen aus. Die GI-Jahrestagungen INFORMATIK findet jeweils in Kooperation mit Hochschulen und Industriepartnern im deutschsprachigen Raum an wechselnden Standorten statt. Die INFORMATIK 2017 fand unter dem Motto „Digitale Kulturen“ in Chemnitz statt. Die INFORMATIK 2018 fand unter dem Motto „Zukunft der Arbeit – Zukunft der Informatik“ in Berlin statt. Die INFORMATIK 2022 fand unter dem Motto „Informatik in den Naturwissenschaften“ an der Universität Hamburg statt. Die INFORMATIK-Tagungen der GI decken traditionell das gesamte Spektrum der Informatik ab. Mit der 53. Jahrestagung wurde 2023 das Konzept verändert und zu einem Informatik-Festival hin modernisiert.
Seit 1984 wird alle zwei Jahre eine Fachtagung Informatik und Schule (INFOS) durchgeführt. Seit 1985 organisiert der Fachbereich DBIS die BTW-Tagungsreihe (Datenbanksysteme für Business, Technologie und Web). Der Fachbereich Mensch-Computer-Interaktion organisiert seit 2001 die Konferenzreihe Mensch und Computer. Der Fachbereich Künstliche Intelligenz (FBKI) organisiert seit 1975 die Deutsche Jahrestagung für Künstliche Intelligenz (bis 1992 als "German Workshop on Artificial Intelligence" bekannt), die damit eine der ältesten KI-Konferenzreihen überhaupt ist. Die Fachbereiche und Fachgruppen der GI führen jährlich ca. 250 Veranstaltungen durch.

## Ehrenmitglieder und Auszeichnungen
Folgende Personen sind Ehrenmitglieder der GI:
- Konrad Zuse seit 1985
- Friedrich Ludwig Bauer seit 1987
- Wilfried Brauer seit 2000
- Günter Hotz seit 2002
- Joseph Weizenbaum seit 2003
- Gerhard Krüger seit 2007
- Heinz Schwärtzel seit 2008

Die GI vergibt alle zwei Jahre die Konrad-Zuse-Medaille für Verdienste um die Informatik. Darüber hinaus zeichnet die GI Personen, die sich besonders um die Informatik und die GI verdient gemacht haben, als GI-Fellow aus. Herausragende junge Personen können als Junior-Fellow ausgezeichnet werden.

## Assoziierte Gesellschaften
- Österreichische Computer Gesellschaft (OCG)
- Schweizer Informatik Gesellschaft (SI)
- Gesellschaft für Informatik in der Land-, Forst- und Ernährungswirtschaft (GIL)
- German Chapter of the ACM (GChACM)

## Auswahl anderer Verbände mit Zusammenarbeit
- Deutschland: BITKOM, Verband der Elektrotechnik, Elektronik und Informationstechnik (VDE), Verein Deutscher Ingenieure (VDI)
- USA: Association for Computing Machinery (ACM), Institute of Electrical and Electronics Engineers (IEEE)
- Großbritannien: British Computer Society (BCS)